# 肖斌
肖斌，是大连的一个普通工人，1989年六四天安門事件发生时他恰巧在北京。6月5日，当美国广播公司（ABC）电视记者在北京街头向民众采访时，肖斌对着镜头绘声绘色地描述了他自己想象中的屠杀场面，包括“死了两万人”等不实之词。
中国政府从卫星通信渠道截获了ABC的采访图像，将其作为造谣的典型在中央电视台播放。已经回到大连的肖斌很快被检举、逮捕。
虽然肖斌坦白认罪并且在电视上公开表示后悔和道歉，他还是在7月14日以反革命宣传煽动罪被判刑10年。
该刑期远超过八九民运中所有著名学生领袖后来被判的结果。
肖斌于1999年刑满出狱，此后不愿谈论其经历。

## 抨擊事件
1989年6月5日曾接受美國一家電視臺的采訪時曾對64的清場進行抨擊，并在電視上說“他根本代表不了人民政府，政府没有这样用坦克车、用装甲车，对这么多学生进行连伏带压…”。并在之後其采訪的部分遭到中共衛星截獲，隨後遭到舉報而被判刑十年。

## 外部鏈接
- 六四證人肖斌：政府不能用坦克車壓學生！（Youtube） （页面存档备份，存于）